# Togoré-Coumbé
Togoré-Coumbé es una comuna o municipio del círculo de Tenenku de la región de Mopti, en Malí. En abril de 2009 tenía una población censada de 27 575 habitantes.
Se encuentra ubicada en el centro del país y al oeste de la región de Mopti, cerca del río Níger y de la frontera con la región de Segú.